# Arciduca Giuseppe (diamante)
Il diamante Arciduca Giuseppe (in inglese "Archduke Joseph Diamond"), è un celebre diamante di 76,45 carati. Prende il nome dell'arciduca d'Austria Giuseppe Augusto d'Asburgo-Lorena, che ne fu proprietario. Dal 1993 appartiene alla gioielleria Molina di Phoenix in Arizona, che lo acquistò a Ginevra ad un'asta di Christie's.

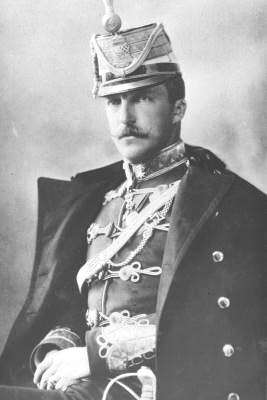
L'eponimo Arciduca Giuseppe (1872–1962)

Il Gemological Institute of America lo ha classificato come "Internally Flawless" (senza imperfezioni interne) e colore "di grado D", tra i più apprezzati nel mercato dei diamanti.
Il diamante fu estratto quasi certamente nei pressi di Golconda in India. Diversamente dal famoso diamante Fiorentino, anch'esso proveniente dall'India ma di colore giallo chiaro (piuttosto comune nei diamanti), l'Arciduca Giuseppe è perfettamente incolore, con taglio del tipo "rettangolare a cuscino".
Non si conosce quando l'arciduca Giuseppe ne venne in possesso, ma si ritiene probabile che lo abbia ereditato da suo padre, l'arciduca Giuseppe Carlo Luigi d'Austria, oppure da sua madre, la principessa Augusta Maria Luisa di Baviera, figlia del principe Leopoldo di Baviera.
Si sa per certo che nel 1933 il diamante era ancora di sua proprietà, e in quell'anno fu depositato presso la banca "Credito Generale d'Ungheria" a Budapest, alla presenza di tre funzionari dello stato ungherese. Tre anni dopo il diamante fu venduto a un banchiere europeo, che lo depositò in una cassetta di sicurezza in Francia. Si considera un caso fortunato che durante la seconda guerra mondiale il diamante sfuggì all'attenzione delle forze di occupazione naziste in Francia.
Non si seppe più nulla del diamante fino al 1961, quando fu messo all'asta a Londra, ma venne ritirato dalla vendita quando l'offerta massima raggiunse le 145.000 sterline, un prezzo ritenuto troppo basso per il suo vero valore. Fu rimesso in vendita nel 1993 a Ginevra dalla casa d'asta Christie's, e venne acquistato per oltre sei milioni di dollari dalla gioielleria Molina di Phoenix in Arizona.
Il diamante, montato in una collana, fu indossato da Céline Dion durante un concerto trasmesso in aprile 2002 dalla rete televisiva CBS, in cui presentò la canzone "A New Day Has Come".
Il 13 novembre 2012 il diamante è stato venduto, presso la casa d'aste Christie, per più di 20 milioni di franchi svizzeri (21.474,525 dollari compresa la commissione) a un compratore anonimo. Il prezzo è stato di 6 milioni di dollari superiore ai 15 milioni della stima pre-vendita. Il prezzo di vendita ha costituito un record mondiale per un diamante di Golconda e un record mondiale per carato per un diamante incolore.